# Harpacticus poppei
Harpacticus poppei is een eenoogkreeftjessoort uit de familie van de Harpacticidae. De wetenschappelijke naam van de soort is voor het eerst geldig gepubliceerd in 1897 door Richard.